# Стулпікань
Стулпікань, Стулпікані (рум. Stulpicani) — село у повіті Сучава в Румунії. Входить до складу комуни Стулпікань.

## Географія
Село розташоване на відстані 336 км на північ від Бухареста, 42 км на південний захід від Сучави, 141 км на захід від Ясс.

## Уродженці
- Нектарій (Котлярчук) - румунський церковний діяч українського походження. Митрополит Буковини РумПЦ. Також теолог, публіцист, історик Румунської Церкви.

## Населення
За даними перепису населення 2002 року у селі проживали 2932 особи. Рідною мовою 2930 осіб (99,9%) назвали румунську.
Національний склад населення села:
| Національність | Кількість осіб | Відсоток |
| -------------- | -------------- | -------- |
| румуни         | 2925           | 99,8%    |
| німці          | 7              | 0,2%     |